# Segovia (stad)
Segovia is een Spaanse stad in het zuidelijke deel van autonome regio Castilië en León en hoofdstad van de gelijknamige provincie Segovia. De oude stad ligt boven op een rots waar de rivieren de Eresma en Clamores samenkomen aan de voet van de Sierra de Guadarrama. De stad ligt 87 kilometer van Madrid en 111 km van Valladolid.
Het hooggelegen deel van de stad is geheel ommuurd. In de stad zijn veel Romeinse en middeleeuwse monumenten te zien. Het Romeinse aquaduct van Trajanus, uit de 1e eeuw, loopt circa 28 meter hoog door een deel van het centrum. De constructie bestaat uit 160 bogen, deels in twee verdiepingen, gebouwd van 24.000 granieten blokken. De lengte van het aquaduct is 728 m; het maakte deel uit van de 16 km lange waterleiding tussen Ríofrío en Segovia.
De oude kathedraal werd bij de opstand van de Comuneros, die in opstand kwamen tegen koning Karel I van Spanje, verwoest. Begin 16e eeuw werd besloten een nieuwe gotische kathedraal te bouwen. Deze nieuwe kathedraal is drieschepig.

## Demografische ontwikkeling
De stad is na de 19e eeuw fors gegroeid: 1920 had de stad 16.013 inwoners en is sindsdien gegroeid tot 33.360 inwoners in 1960, 53.237 in 1981 en ruim 51.000 in 2021.
Bron: INE; 1857-2011: volkstellingen
Opm.: Aanhechting van Fuentemilanos, Hontoria, Madrona, Revenga en Zamarramala (1981)

## Economie
Metaal- en voedingsmiddelenindustrie, productie van houten meubels zijn de belangrijkste sectoren in de economie van Segovia.

## Vervoer
De stad is bereikbaar via de hogesnelheidslijn Madrid - Valladolid. Van de oude lijn Madrid - Segovia - Medina del Campo is het traject Segovia- Medina opgeheven. Regionale treinen blijven vanuit Madrid naar Segovia rijden. Deze regionale treinen stoppen in het hart van de stad, terwijl de hogesnelheidstreinen  buiten de stad stoppen en aanvullend vervoer nodig is.

## Cultuur

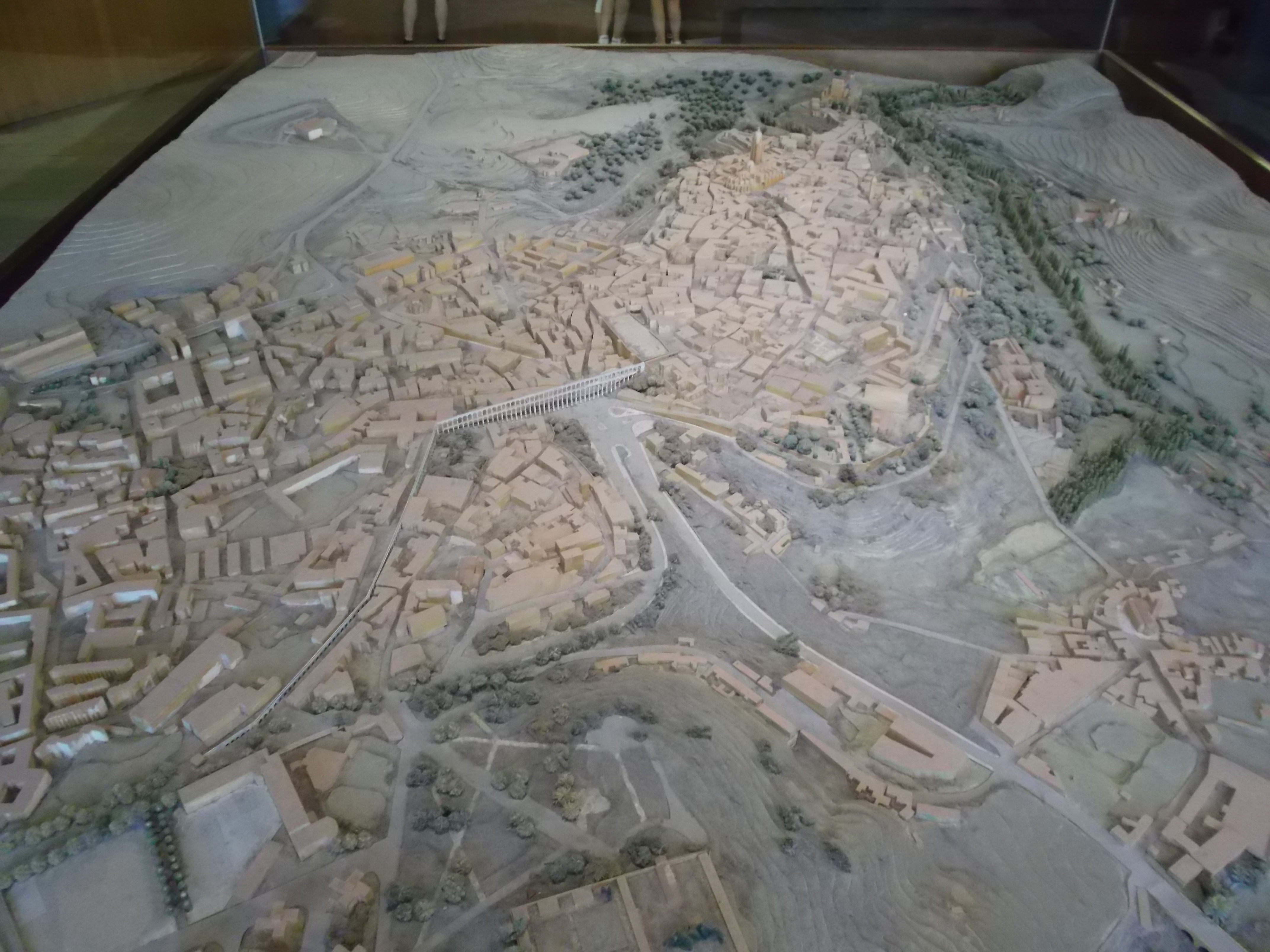
Maquette Segovia

### Monumenten
De oude stad van Segovia is op de Werelderfgoedlijst van de UNESCO geplaatst in 1985. De belangrijkste monumenten van de binnenstad zijn:
- De oude ommuurde binnenstad.
- Het aquaduct.
- Het alcázar.
- De kathedraal, ook wel bekend als la Dama de las Catedrales.
- De kerk van San Martín.
- De kerk van de Trinidad.
- De kerk van San Juan de los Caballeros.
- De kerk van San Esteban.
- De kerk van San Millán.
- De kerk van San Justo.
- De kerk van Vera Cruz.
- Klooster van El Parral.
- Klooster van San Antonio el Real.

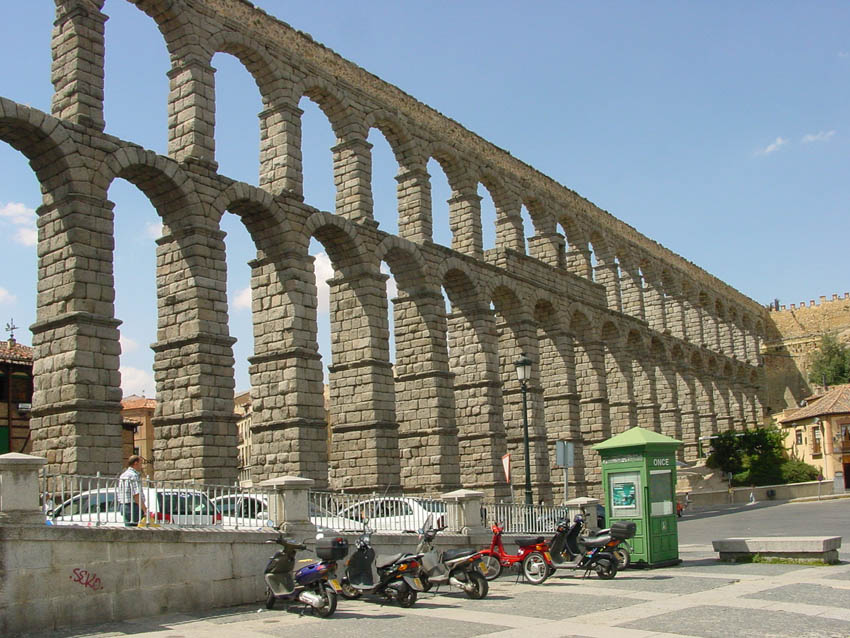
Aquaduct van Segovia
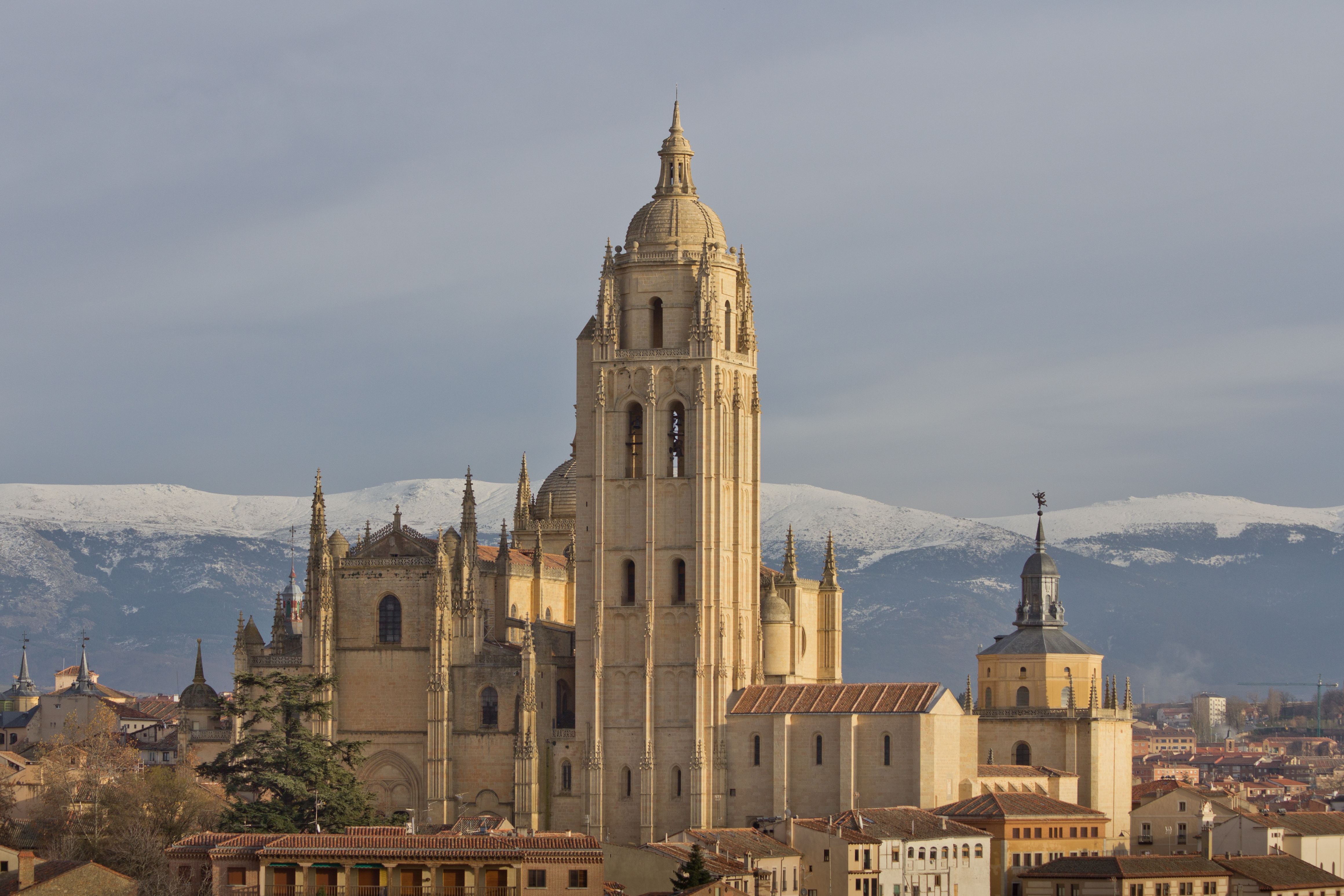
Kathedraal van Segovia
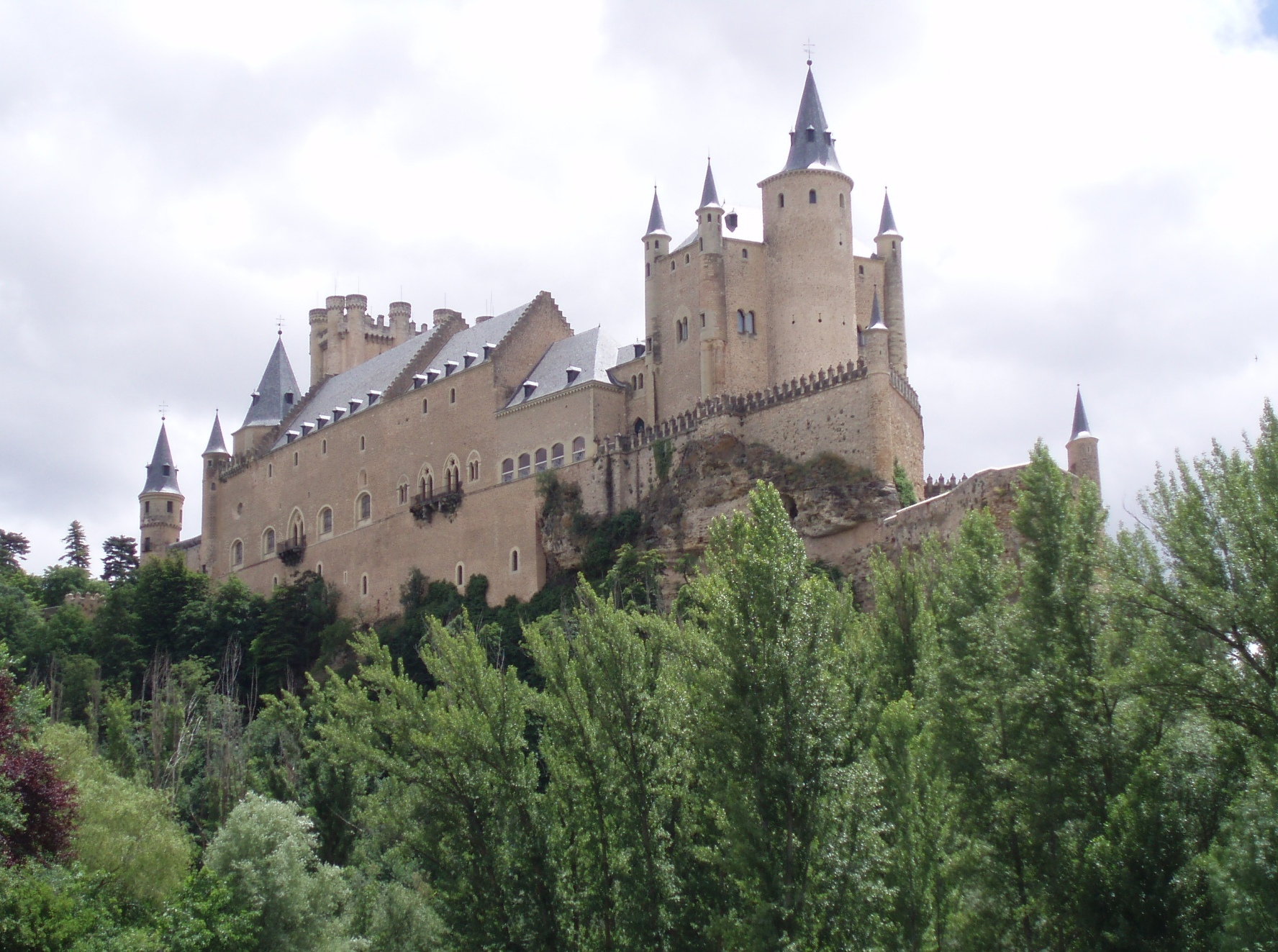
Kasteel van Segovia

### Evenementen
- Santa Águeda wordt gevierd in de wijk Zamarramala op de zondag het dichtste bij 5 februari.
- Semana Santa
- San Lorenzo (rond 10 augustus). Het is het feest van een van populairste wijken van de stad.
- Santos Pedro y Juan (eind juni), wordt gevierd sinds de 15e eeuw.

## Geboren
- San Frutos (642-715), kluizenaar
- Pedro Arias Dávila (1440-1531), conquistador
- Andrés Laguna (ca. 1510-1559), humanistische arts
- Isabella van Spanje (Palacio de Valsaín, 1566-1633), Heerseres over de Zeventien provinciën (in werkelijkheid enkel de Zuidelijke staten)
- Aniceto Marinas (1866-1953), beeldhouwer
- Pedro Delgado (1960), wielrenner

## Zustersteden
- Edinburgh
- Bristol

Albacete · Alicante · Almería · Ávila · Badajoz · Badalona · Barcelona · Bilbao · Burgos · Cáceres · Cádiz · Cartagena · Castelló de la Plana · Ceuta · Ciudad Real · Córdoba · A Coruña · Cuenca · Elche/Elx · Gijón · Girona · Granada · Guadalajara · L'Hospitalet de Llobregat · Huelva · Huesca · Jaén · Jerez de la Frontera · León · Lleida · Logroño · Lugo · Madrid · Málaga · Melilla · Mérida · Móstoles · Murcia · Oviedo · Ourense · Palencia · Palma · Las Palmas de Gran Canaria · Pamplona · Pontevedra · Sabadell · Salamanca · San Sebastián · Santa Cruz de Tenerife · Santander · Santiago de Compostella · Segovia · Sevilla · Soria · Tarragona · Terrassa · Teruel · Toledo · Valencia · Valladolid · Vigo · Vitoria-Gasteiz · Zamora · Zaragoza
Alhambra, Generalife en Albaicín, Granada ·
Kathedraal van Burgos ·
Historisch centrum van Córdoba ·
Klooster en plaats van het Escorial, Madrid ·
Werken van Gaudí ·
Grot van Altamira en de paleolithische grotkunst van Noord-Spanje ·
Monumenten van Oviedo en het koninkrijk Asturië ·
Oude stad Ávila met de Kerken-buiten-de-Muren ·
Oude stad Segovia en aquaduct ·
Santiago de Compostella (oude stad) ·
Nationaal park Garajonay ·
Historische stad Toledo ·
Mudéjararchitectuur van Aragón ·
Oude stad Cáceres ·
Kathedraal, Alcázar en Archivo General de Indias in Sevilla ·
Oude stad Salamanca ·
Klooster van Poblet ·
Archeologisch ensemble van Mérida ·
Pelgrimsroute naar Santiago de Compostella ·
Koninklijk klooster van Santa Maria de Guadalupe ·
Nationaal park Doñana ·
Historische ommuurde stad Cuenca ·
La Lonja de la Seda van Valencia ·
Las Médulas ·
Palau de la Música Catalana en Hospital de Sant Pau, Barcelona ·
Monte Perdido ·
Kloosters van San Millán Yuso en Suso ·
Prehistorische rotskunst in de Coa Vallei en de Siega Verde ·
Rotskunst van het Middellandse Zeebekken op het Iberisch Schiereiland ·
Universiteit en historische parochie van Alcalá de Henares ·
Ibiza, biodiversiteit en cultuur ·
San Cristóbal de La Laguna ·
Archeologisch ensemble van Tarraco ·
Archeologisch Atapuerca ·
Catalaanse romaanse kerken van de Vall de Boí ·
Palmeral van Elche ·
Romeinse muur van Lugo ·
Cultuurlandschap van Aranjuez ·
Monumentale renaissance-ensembles van Úbeda en Baeza ·
Vizcayabrug ·
Oude en voorhistorische beukenbossen van de Karpaten en andere regio's van Europa ·
Nationaal park El Teide ·
Herculestoren ·
Cultuurlandschap van de Serra de Tramuntana ·
Erfgoed van kwik. Almadén en Idrija ·
Dolmens van Antequera ·
Kalifaatstad Medina Azahara ·
Cultuurlandschap van de Risco Caído en de heilige bergen van Gran Canaria  ·
Paseo del Prado en Parque del Buen Retiro, een landschap van kunst en wetenschap
- Biblioteca Nacional de España: XX450583
- Gemeinsame Normdatei: 4118566-3
- Library of Congress Control Number: n80038181
- MusicBrainz: 9cf1a0f6-fac7-4ab8-8d65-0397bda71e39
- Nationale Bibliotheek van Tsjechië: ge130768
- Nationale Bibliotheek van Israël: 987007564227005171
- Virtual International Authority File: 123150783
- WorldCat: E39PBJjHdpHTJBgRXcjtFD4cyd